# Khloy

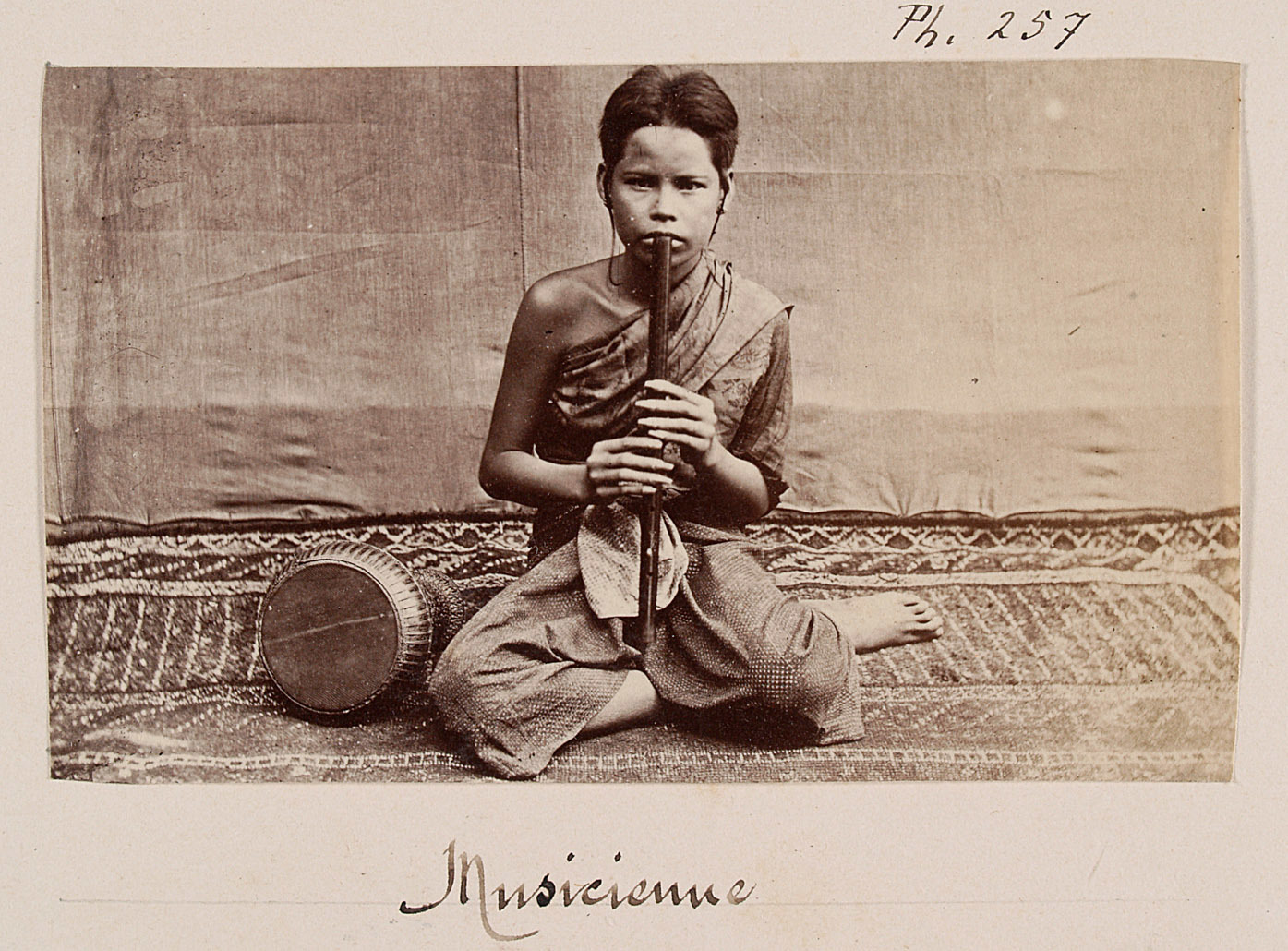
Musicienne khmère jouant du khloy prise par Emile Gsell, milieu des années 1800. Cambodge.

Un khloy (khmer : ខ្លុយ, birman : ပုလွေ) est une ancienne flûte traditionnelle en bambou du Cambodge et plus spécifiquement le peuple Khmer. Le khloy est une flûte à conduit et a deux tailles : une plus petite, plus aiguë (khloy ek) et une plus grande, plus grave (khloy thomm). Elle a six trous pour les doigts et un trou pour le pouce, ou sept trous pour les doigts et aucun trou pour le pouce. Un trou au-dessus du trou de doigt le plus élevé peut être recouvert d'une membrane faite de papier de riz ou de peau intérieure de bambou, semblable au di mo.
Le khloy cambodgien est souvent confondu avec son proche parent thaïlandais, la flûte klui, mais le khloy khmer est plus ancien. Contrairement à la flûte klui, le khloy est généralement joué en solo dans un cadre informel. Le khloy est principalement joué en utilisant la gamme pentatonique. 